# 朱德海
朱德海（朝鲜语：／；1911年3月5日—1972年7月3日），本名吴基涉，男，朝鲜族，中华人民共和国政治人物，延边朝鲜族自治州第一任州长，原吉林省人民政府副主席、吉林省人民委员会副省长，中共第八届中央候补委员、第一至三届全国人大代表、第一届全国政协委员。

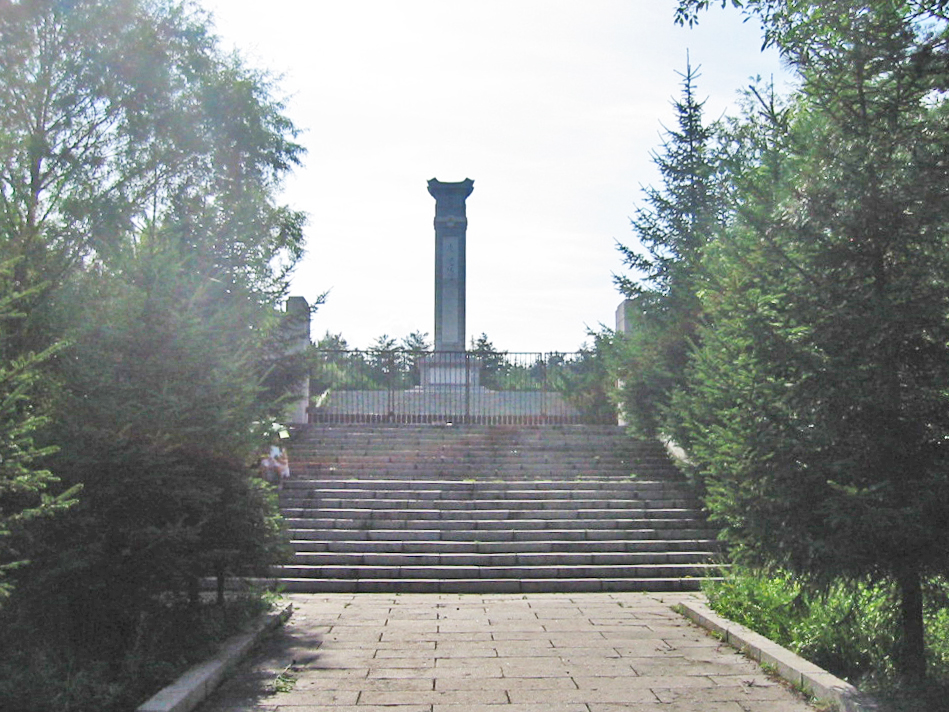
朱德海紀念碑

## 生平
朱德海出生于俄罗斯远东沿海州的朝鲜族农民家庭。1929年9月，在中国吉林龙井一带参加革命活动。1930年8月，加入中国共青团，1931年5月，转为中国共产党党员。1930年至1936年，在黑龙江从事抗日斗争运动，后去莫斯科东方劳动大学学习。
1939年到延安任八路军三五九旅指导员，后任延安朝鲜革命军政学校总务处长。1945年，回哈尔滨担任朝鲜义勇军第三支队政委。1949年9月参加中国人民政治协商会议第一次会议和中华人民共和国开国大典。1952年当选为延边朝鲜民族自治区政府主席。1955年12月自治区改为延边自治州后任州长、州委第一书记，还兼任州政协主席、军分区第一政委、延边大学校长等职。 1954年当选为吉林省副省长。。1954年9月，他出席第一届全国人大第一次会议讨论宪法草案，期间并发言。1956年9月，在中共第八次全国代表大会上，当选为中央候补委员。
1966年1月任中共吉林省委常委。文化大革命时期，因长白山领土问题而被红卫兵批判，1969年被迫下放到湖北农场劳动。 1972年7月3日逝世。中共十一届三中全会以后，中共延边自治州州委作出决定，为他平反，恢复名誉。